# Jan Palmowski
Jan Palmowski (ur. 1884 w Pluskach koło Olsztyna, zm. w grudniu 1965 w Wygodzie koło Olsztyna) – działacz polski na Warmii, gawędziarz i pieśniarz ludowy, rolnik.

## Życiorys
Pochodził z chłopskiej rodziny, kultywującej polskość na Warmii. Wyniósł z domu znajomość języka polskiego, ukończył też kilka klas niemieckiej szkoły powszechnej. Większość życia spędził we wsi Wygoda koło Olsztyna, gdzie miał niewielkie gospodarstwo. Utrzymywał się również z pracy drwala i myślistwa. Wcielony do wojska niemieckiego w czasie I wojny światowej, przebywał m.in. w Turcji. W 1920 zaangażował się w działalność propolską w dobie plebiscytu, blisko współpracując z Michałem Lengowskim i występując jako mąż zaufania Warmińskiego Komitetu Plebiscytowego w Wygodzie. Doznał w tym okresie prześladowań ze strony bojówek niemieckich, był kilkakrotnie pobity i napadnięty w domu. W 1930 wstąpił do Związku Polaków w Niemczech. Po II wojnie światowej przyznano mu rentę dla zasłużonych.
Maria Zientara-Malewska, która wielokrotnie stykała się z Palmowskim i jego rodziną, uznawała go za najlepszego znanego jej gawędziarza warmińskiego, za gawędziarza "nadzwyczajnego", "wesołka warmińskiego". Palmowski był przewodnikiem warmińskich pielgrzymek oraz starostą weselnym (placmistrzem). Znał i chętnie recytował ludowe wierszowane oracje, bajki, gawędy, przysłowia, dzielił się także z rozmówcami własnymi wspomnieniami, w których niebagatelną rolę odgrywała ukochana strzelba − Marycha. Był "człowiekiem prostym i skromnym", lubiącym przygotowywać życzliwe żarty nieznanym przechodniom, którym np. podrzucał przy drodze kosz grzybów. 
Zmarł w grudniu 1965 w Wygodzie. Jego syn Edward (ur. 1909), z zawodu leśniczy, również udzielał się w ruchu polskim, za co w 1972 odznaczony został Krzyżem Kawalerskim Orderu Odrodzenia Polski.
Liczne gawędy, baśnie i pieśni wykonywane przez Jana Palmowskiego zapisały Maria Zientara-Malewska oraz Maryna Okęcka-Bromkowa; ta ostatnia ogłosiła część z nich w zbiorze Nad jeziorem bajka śpi (1962). 